# Le Renard dans la neige
Le Renard dans la neige est un tableau réalisé par le peintre français Gustave Courbet en 1860. Cette huile sur toile est une peinture animalière qui représente un renard croquant un petit rongeur dans un environnement enneigé. Exposée au Salon de 1861, l'œuvre est aujourd'hui conservée au musée d'Art de Dallas, à Dallas, au Texas, dans le Sud des États-Unis.

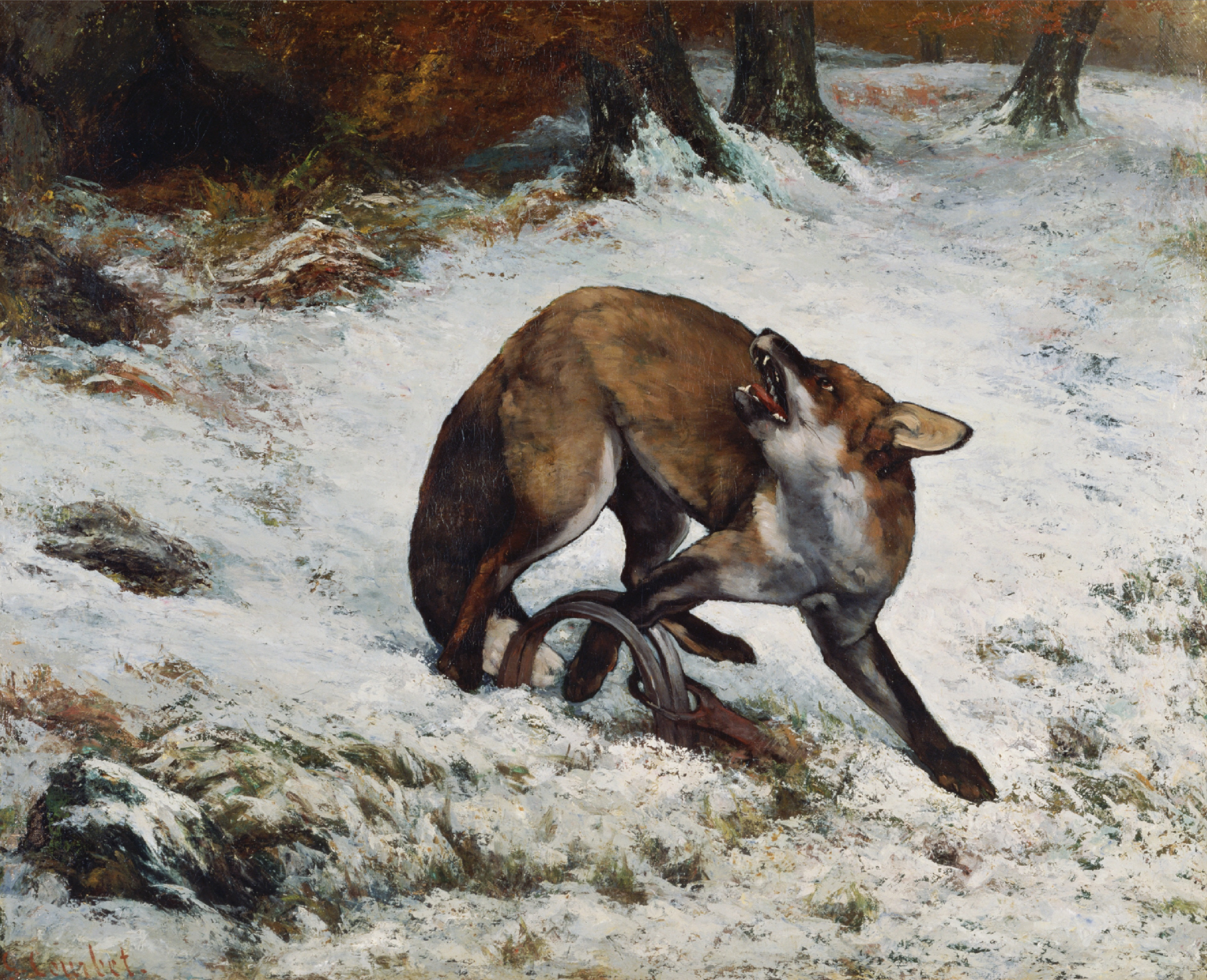
Le Renard pris au piège, musée national de l'Art occidental, Tokyo.
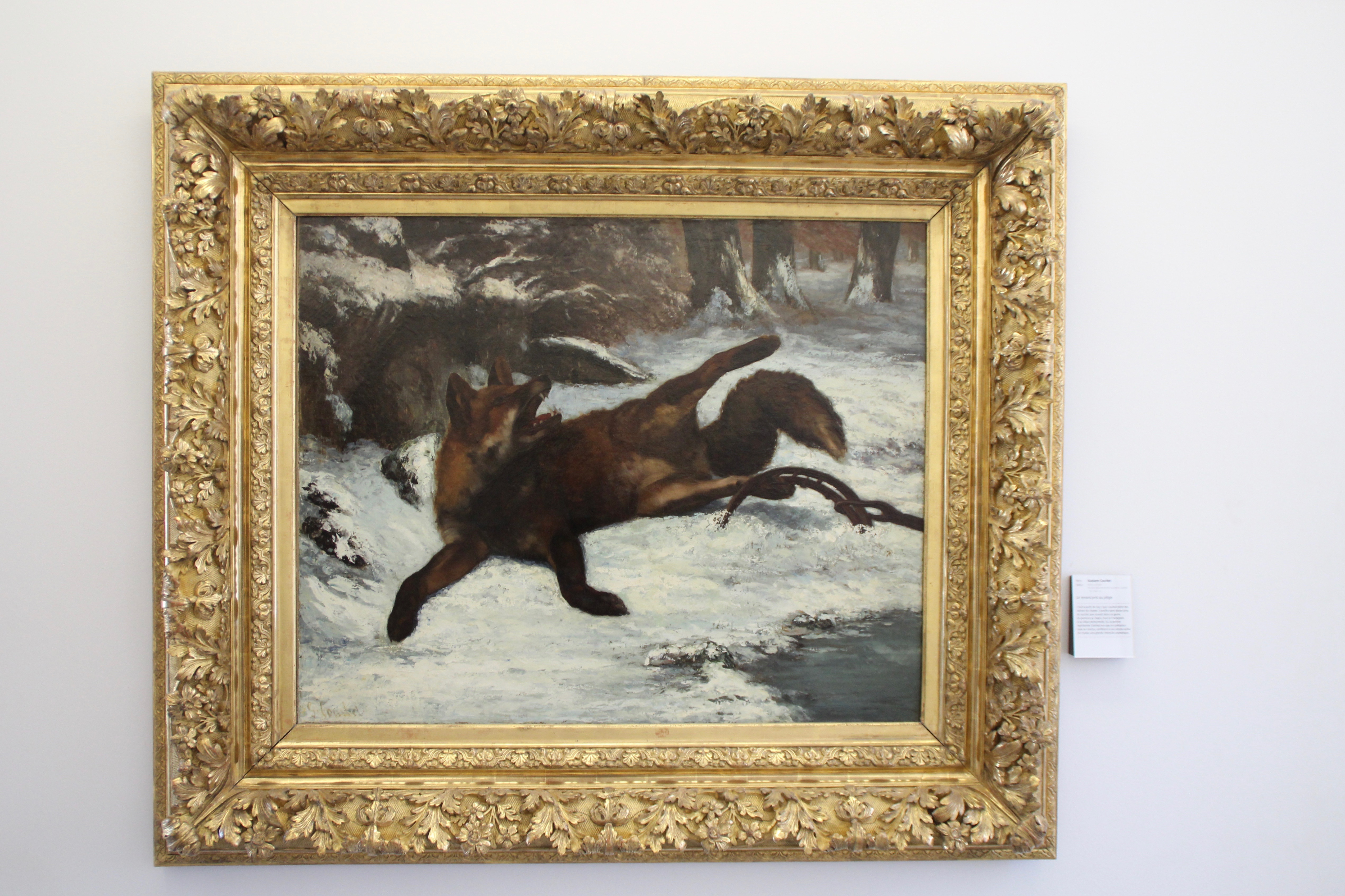
Le Renard pris au piège, musée Courbet, Ornans.